# Квант (модуль орбітальної станції «Мир»)

Модуль «Квант»

«Квант» (37КЭ № 010 (ЦМ-Э)) -  астрофізичний модуль дооснащення станції Мир. Виведено на орбіту 31 березня 1987 року й пристиковано до станції Мир 12 квітня 1987 року. Мав комплекс приладів для спостереження космічних рентгенівських джерел. «Квант» також дозволяв здійснювати біотехнологічні експерименти в галузі антивірусних препаратів і фракцій.
- Маса 11 050 кг.
- Довжина 5,8 м.
- Максимальний діаметр 4,15 м.
- Обсяг, що перебуває під атмосферним тиском, 40 м².
- Площа сонячних батарей 1 м².
- Вихідна потужність 6 КВТ.

31 березня 1987 року в 3:16:16 ДМВ з пускової установки № 39 200-го майданчика космодрому Байконур за допомогою РН «Протон-К» був виведений на навколоземну орбіту транспортний корабель модульний експериментальний (ТКМ-Е), який отримав офіційну назву «Квант».

## Модуль в складі ТКМ-Е

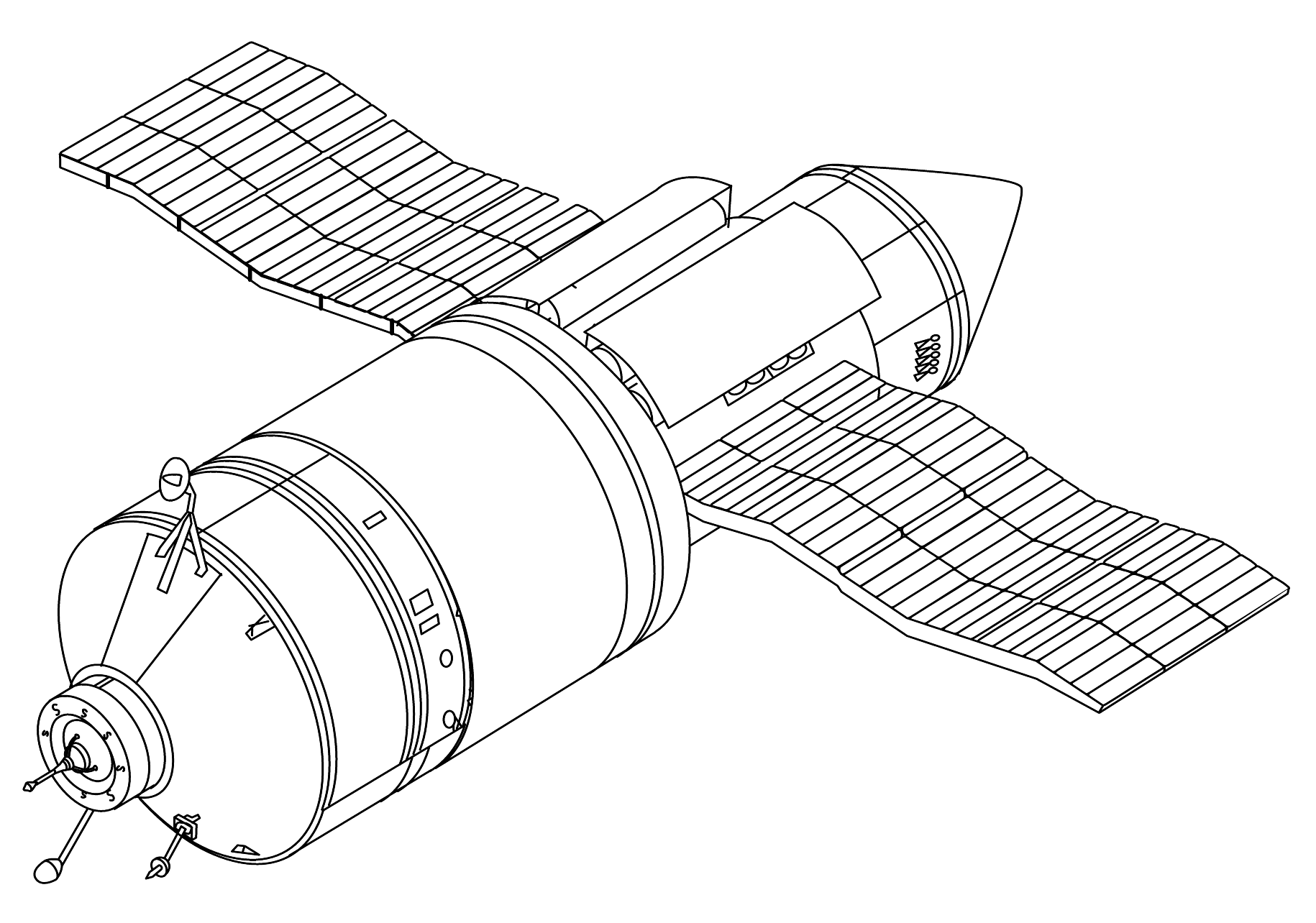
Модуль «Квант» з ТКМ-Е

Конструктивно корабель складався з двох частин: функціонально вантажний блок ФГБ (з рос. Функционально грузовой блок) 77КЕ № 16601 і наукового цільового експериментального модуля 37КЕ № 010 (ЦМ-Е). Маса ТКМ-Е на старті склала 22797 кг.
ФГБ призначався тільки для доставки «Кванта» до станції Мир і не був розрахований на відвідування космонавтами. У нього не було навіть стикувального агрегату - ФГБ кріпився до «Кванту» через проставку, відділення ТКМ-Е відбувалося за допомогою розриву пірозамків. З нього були зняті чотири паливних бака низького тиску, а баки високого тиску були заправлені на 60%.

## Призначення
Модуль «Квант» був призначений для проведення широкого кола досліджень, в першу чергу в області позаатмосферної астрономії. Маса модуля становила 11050 кг, довжина (по корпусу) - 5.8 м, максимальний діаметр корпусу - 4.15 м, об'єм герметичного відсіку - 40 м3. Маса корисного вантажу модуля становила 4.1 т, в тому числі наукових приладів - 1.5 т, обладнання для розширення можливостей станції - 2.6 т.

## Конструкція
Конструктивно модуль складався з герметичного лабораторного відсіку (ЛВ) з перехідною камерою (ПК) і негерметичного відсіку наукових приладів (ВНП), встановленого навколо ПК. ЛО і ПК призначалися для установки основного складу службового, експериментального і частини наукового устаткування модуля, а також активного і пасивного стикувальних агрегатів.

### Лабораторний відсік
У носовій частині ЛВ розташовувався активний стикувальний вузол, що забезпечує стикування до ББ «Мир». Далі всередині нижньої частини «Кванта» йшли центральний пост управління, прилад астроорієнтації, оптичний візир ОД-5, фотографічний комплекс МКФ-6 і датчик інфрачервоної вертикалі. На стелі всередині модуля стояли шість гіродінів. За панелями з боків внутрішнього обсягу ЛВ розташовувалися блоки БЦВМ, агрегати службових систем і електрофоретична установка «Світлана». Усередині ЛВ знаходилося доставляється обладнання для станції, в т.ч. дві секції монтованої сонячної батареї (МСБ).

### Шлюзова камера
Усередині ПК розташовувалася шлюзова камера (ШК) з телескопом «Глазар». ШК дозволяла отримувати від телескопа відзняті касети. На торці ПК стояв пасивний стикувальний вузол для прийому транспортних кораблів.

### Відсік наукових приладів

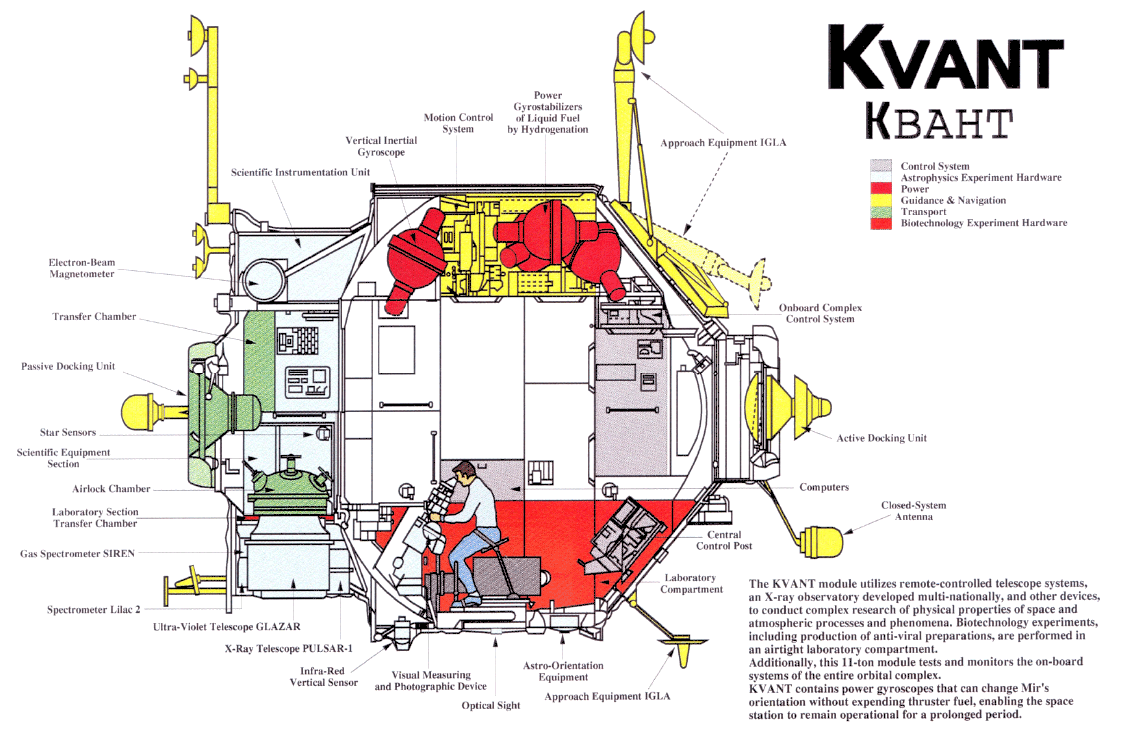
Схема модуля «Квант»

У ВНП був розміщений комплекс наукової апаратури «Рентген» (масою 800 кг). Він призначався для досліджень в області рентгенівської астрономії в діапазоні від 2 до 800 кеВ. 
Комплекс включав:
- телескоп-спектрометр жорсткого рентгенівського випромінювання «Пульсар Х-1» (СРСР) з детектором гамма-сплесків космічного походження;
- сцинтиляційний телескоп-спектрометр високих енергій Нехе (ФРН);
- телескоп з тіньовою маскою ТТМ / СОМ15 (Велика Британія, Нідерланди) для побудови зображень в рентгенівському діапазоні;
- газовий сцинтиляційний пропорційний спектрометр «Бузок-2» (званий також 08РС; ЄКА).

Спостереження за допомогою комплексу «Рентген» виконувалися в режимі інерційної орієнтації комплексу «Мир» на гіродінах з уточненням орієнтації екіпажем за допомогою приладу орієнтації. Прилади комплексу «Рентген» керувалися командами із Землі.
Крім того, на «Кванті» були астрофізична апаратура «Рябіна-2» (укр. "Горобина-2"), інжектори плазми «Аріель» і електронів «Джерело» для проведення геофізичних досліджень, геофізична апаратура «Арфа-7» і датчик «Зонд-Заряд», біотехнологічні установки «Біокріст»,«Рекомбі-К»,«Луч»,«БІОКОНТ»,«Біомагністат», технічна апаратура «Хвиля-2А» і «Індикатор-Е», експериментальна установка «Скорость».
Зовні модуля розташовувалися антени системи зближення "Ігла", антени системи зближення "Курс" (тільки з боку ПК), зоряний і сонячний датчики, антени радіотелеметрії і командної радіолінії, поручні.